# Her Yerde Sen
Her Yerde Sen é uma telenovela turca, produzida pela Karga Seven Pictures e exibida pela Fox de 14 de junho a 23 de novembro de 2019, em 23 episódios, com direção de Ender Mıhlar. Sua trama principal é livremente baseada na série de televisão taiwanesa Just You.
Conta com as participações de Furkan Andıç e Aybüke Pusat.

## Enredo
Selin é uma garota ambiciosa procurando uma casa para se tornar independente, enquanto Demir é um empresário que passou um ano no exterior e retorna a Istambul com a ideia de viver na casa onde cresceu. Depois de encontrar a casa ideal, ambos decidem comprá-la, mas ambos descobrem que cada um deles é dono de metade da propriedade, então serão forçados a viver juntos sob o mesmo teto. A situação se torna ainda mais complicada quando Selin descobre que Demir também é seu novo chefe.

## Elenco
- Furkan Andıç como Demir Erendil
- Aybüke Pusat como Selin Sever Erendil
- Ali Yağcı como Burak Yangel
- Aslıhan Malbora como Ayda Akman
- Ali Gözüşirin como İbrahim Tunç / İbo
- Deniz Işın como Merve Mutlu
- Eylül Su Sapan como Alara
- Ali Barkın como Bora Duru
- Cem Cücenoğlu como Muharrem Usta
- Fatih Özkan como Ferruh Özerdim
- Ayfer Tokatlı como Azmiye Boşgeçmez
- Aziz Caner İnan como Vedat Ayhan
- Ayşe Tunaboylu como Leyla Günebakan
- Binnur Şerbetçioğlu como Firuze Günebakan